# Międzynarodowy Dzień Mężczyzn

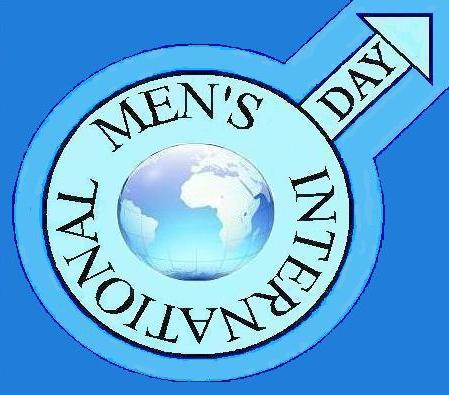
Symbol en IMD-Nonprofit Associate, głównego promotora IMD.

Międzynarodowy Dzień Mężczyzn (ang. International Men’s Day – IMD) – dzień obchodzony jest 19 listopada w ponad 80 państwach (stan na 2021 rok). Tradycja obchodzenia tego dnia została zapoczątkowana w 1999 w Trynidadzie i Tobago.
Dzień ten jest poświęcony promowaniu wartości, jaką mężczyźni wnoszą do świata, i podkreślaniu pozytywnych wzorców do naśladowania. Międzynarodowy Dzień Mężczyzn służy także zwracaniu uwagi na problemy takie, jak występujące u mężczyzn zaburzenia psychiczne i rosnąca liczba samobójstw. W tym kontekście bywa również wzmiankowana walka z tak zwaną „toksyczną męskością” poprzez promowanie zdrowych wzorców zachowań mężczyzn. Ma także służyć między innymi poprawie relacji między płciami oraz promowaniu równości płci zarówno dla mężczyzn, jak i kobiet.